# Santa Eulalia de Gállego
Santa Eulalia de Gállego è un comune spagnolo di 131 abitanti situato nella comunità autonoma dell'Aragona.